# Božena Benešová
Božena Zapletalová, coniugata Benešová (Nový Jičín, 30 novembre 1873 – Praga, 8 aprile 1936) è stata una scrittrice, poetessa e drammaturga ceca.

## Biografia
Nata nell'Impero austro-ungarico nel 1873, trascorse l'infanzia e l'adolescenza tra Uherské Hradiště e Napajedla. Nel 1896 sposò Josef Beneš, con cui si trasferì a Praga nel 1908. La coppia divorziò nel 1912, ma continuò a vivere insieme fino alla morte di Beneš nel 1933.
Si avvicinò alla scrittura grazie a Růžena Svobodová, di cui fu grande amica per tutta la vita e che la presentò ai letterati František Xaver Šalda e Josef Svatopluk Machar. Tra il 1907 e il 1908 lavorò come editrice della rivista Ženské revui, collaborando poi a Naší dobou. Durante la prima guerra mondiale scrisse due raccolte di racconti, Kruté mládí e Myšky. Sempre durante la Grande guerra iniziò la stesura del romanzo in due parti Člověk, pubblicato nel 1934. 
La sua produzione letteraria, spesso incentrata sulla condizione della donna ceca, comprende anche due sillogi, diverse opere teatrali, un'altra mezza dozzina di raccolte di racconti e altri quattro romanzi: la trilogia Úder e Don Pablo, don Pedro a Věra Lukášová, che completò dettandolo alle amiche nel suo letto di morte. Don Pablo, don Pedro a Věra Lukášová raggiunse un ampio successo di pubblico, grazie anche a fortunati adattamenti teatrali e cinematografici.
Morì a Praga nel 1936 all'età di sessantadue anni.